# Istocheta ussuriensis
Istocheta ussuriensis là một loài ruồi trong họ Tachinidae.